# Aphanotorulus unicolor
Aphanotorulus unicolor és una espècie de peix pertanyent a la família dels loricàrids.

## Descripció
- Pot arribar a fer 13,9 cm de llargària màxima.[5][6]

## Hàbitat
És un peix d'aigua dolça, bentopelàgic i de clima tropical (25 °C-28 °C).

## Distribució geogràfica
Es troba a Sud-amèrica: conca superior del riu Amazones.

## Observacions
És inofensiu per als humans.